# Okres Jindřichův Hradec

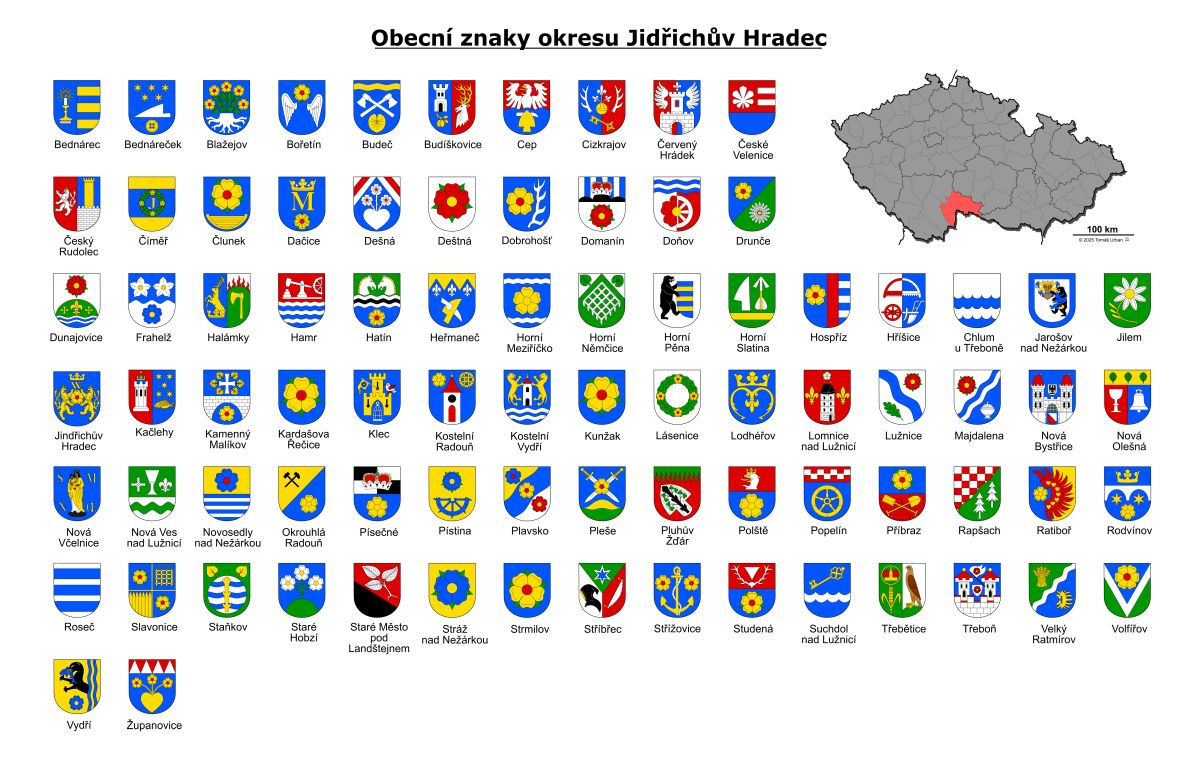
Přehled znaků okresu Jindřichův Hradec

Okres Jindřichův Hradec je okres v Jihočeském kraji. Jeho dřívějším sídlem bylo město Jindřichův Hradec.
Okres je vymezen správními obvody obcí s rozšířenou působností Dačice, Jindřichův Hradec a Třeboň.
Sousedí s jihočeskými okresy České Budějovice a Tábor, s okresy Pelhřimov, Jihlava a Třebíč kraje Vysočina a jihomoravským okresem Znojmo. Jeho jižní hranice je státní hranicí s Rakouskem. Jedná se o druhý největší okres v České republice podle rozlohy.
Okres Jindřichův Hradec se rozkládá na obou stranách bývalé zemské hranice Čech a Moravy. Zatímco převážná část okresu leží v Čechách, jeho východní část v okolí Dačic je součástí Moravy. K 1. lednu 2007 zde žilo v 78 českých obcích 68 838 obyvatel, v 24 moravských obcích 18 200 obyvatel.[zdroj?] Čtyři obce s celkem 5 599 obyvateli pak ležely přímo na bývalé hranici (Kunžak, Strmilov, Studená, Zahrádky).

## Struktura povrchu
Nejvyšší bod okresu Jindřichův Hradec se nachází ve výšce 804 m na jihozápadním svahu vrchu Javořice, kudy probíhá hranice s okresem Jihlava. Samotný vrchol (837 m) leží 300 m za hranicí okresu. Nejvyšším vrcholem okresu Jindřichův Hradec je Hradisko u osady Poldovka – 761 m. Specifikem okresu jsou rozsáhlé vodní plochy vybudovaných rybničních soustav. V okrese je přes 2500 rybníků s chovem ryb, svou rozlohou zaujímají zhruba 6 % plochy okresu. Největším rybníkem v České republice je Rožmberk u Třeboně.
K 31. prosinci 2003 měl okres celkovou plochu 1 943,76 km², z toho:
- 47,35 % zemědělských pozemků, které z 68,99 % tvoří orná půda (32,67 % rozlohy okresu)
- 52,65 % ostatní pozemky, z toho 73,11 % lesy (38,49 % rozlohy okresu)

## Demografické údaje
Data k 31.12.2023:
| Popis          | Celkem | Ženy           | Muži           |
| -------------- | ------ | -------------- | -------------- |
| počet obyvatel | 90 279 | 45 874 50,68 % | 44 405 49,32 % |
| průměrný věk   | 44,2   | 45,5           | 43,0           |

- hustota zalidnění: 46,44 ob./km²
- 59,69 % obyvatel žije ve městech

### Největší města
| Město               | Počet obyvatel k 31.12.2023 |
| Jindřichův Hradec   | 20 747                      |
| Třeboň              | 8 262                       |
| Dačice              | 7 228                       |
| Suchdol nad Lužnicí | 3 608                       |
| České Velenice      | 3 667                       |
| Nová Bystřice       | 3 219                       |

### Školství
(2003)
| Druh školy                     | Počet škol |
| ------------------------------ | ---------- |
| Mateřské školy                 | 49         |
| Základní školy                 | 41         |
| Gymnázia                       | 3          |
| Střední školy průmyslové školy | 9          |
| Střední odborná učiliště       | 9          |
| Vysoké školy                   | 1          |

### Zdravotnictví
(2003)
| Lékaři                          | 306 |
| Nemocnice                       | 2   |
| Specializovaná léčebná zařízení | -   |
| Zubní lékaři                    | 49  |
| Lékárny                         | 18  |

### Zdroj
- Český statistický úřad

## Silniční doprava
- Okresem prochází silnice I. třídy číslo I/23, I/24 a I/34.

Silnice II. třídy II/103, II/128, II/132, II/134, II/135, II/147, II/148, II/149, II/151, II/152, II/153, II/154, II/155, II/164, II/406, II/407, II/408, II/409 a II/410.

## Železniční doprava
Okresem prochází železniční tratě : České Budějovice – Gmünd, České Velenice – Veselí nad Lužnicí, Havlíčkův Brod – Veselí nad Lužnicí, Jindřichův Hradec – Nová Bystřice, Jindřichův Hradec – Obrataň, Kostelec u Jihlavy – Slavonice. 

## Seznam obcí a jejich částí
Města jsou uvedena tučně, městyse kurzívou, části obcí malince.

Báňovice •
Bednárec •
Bednáreček •
Blažejov (Dvoreček • Malý Ratmírov • Mutyněves • Oldřiš) •
Bořetín •
Březina •
Budeč (Borová) •
Budíškovice (Manešovice • Ostojkovice • Vesce) •
Cep •
Cizkrajov (Dolní Bolíkov • Holešice • Mutná) •
Červený Hrádek •
České Velenice •
Český Rudolec (Horní Radíkov • Lipnice • Markvarec • Matějovec • Nová Ves • Nový Svět • Radíkov • Rožnov • Stoječín) •
Číměř (Bílá • Číměř • Dobrá Voda • Lhota • Nová Ves • Potočná • Sedlo) •
Člunek (Kunějov • Lomy) •
Dačice (Bílkov • Borek • Dačice I • Dačice II • Dačice III • Dačice IV • Dačice V • Dolní Němčice • Hostkovice • Hradišťko • Chlumec • Lipolec • Malý Pěčín • Prostřední Vydří • Toužín • Velký Pěčín) •
Dešná (Bělčovice • Dančovice • Dešná • Hluboká • Chvalkovice • Plačovice • Rancířov) •
Deštná (Lipovka) •
Dívčí Kopy •
Dobrohošť •
Dolní Pěna •
Dolní Žďár (Horní Lhota) •
Domanín •
Doňov •
Drunče (Annovice) •
Dunajovice •
Dvory nad Lužnicí •
Frahelž •
Hadravova Rosička •
Halámky •
Hamr •
Hatín (Jemčina • Stajka) •
Heřmaneč •
Horní Meziříčko •
Horní Němčice •
Horní Pěna (Malíkov nad Nežárkou) •
Horní Radouň (Bukovka • Nový Bozděchov • Starý Bozděchov) •
Horní Skrýchov •
Horní Slatina •
Hospříz (Hrutkov) •
Hrachoviště •
Hříšice (Jersice) •
Chlum u Třeboně (Lutová • Mirochov • Žíteč) •
Jarošov nad Nežárkou (Hostějeves • Kruplov • Lovětín • Matějovec • Nekrasín • Pejdlova Rosička • Zdešov) •
Jilem •
Jindřichův Hradec (Buk • Děbolín • Dolní Radouň • Dolní Skrýchov • Horní Žďár • Jindřichův Hradec I • Jindřichův Hradec II • Jindřichův Hradec III • Jindřichův Hradec IV • Jindřichův Hradec V • Matná • Otín • Políkno • Radouňka) •
Kačlehy •
Kamenný Malíkov •
Kardašova Řečice (Mnich • Nítovice) •
Klec •
Kostelní Radouň •
Kostelní Vydří •
Kunžak (Kaproun • Kunžak • Mosty • Suchdol • Terezín • Valtínov • Zvůle) •
Lásenice •
Lodhéřov (Najdek • Studnice) •
Lomnice nad Lužnicí •
Lužnice •
Majdalena •
Nová Bystřice (Albeř • Artolec • Blato • Hradiště • Hůrky • Klášter • Klenová • Nová Bystřice • Nový Vojířov • Ovčárna • Senotín • Skalka • Smrčná) •
Nová Olešná •
Nová Včelnice •
Nová Ves nad Lužnicí (Žofina Huť) •
Novosedly nad Nežárkou (Kolence • Mláka) •
Okrouhlá Radouň •
Peč (Lidéřovice • Urbaneč) •
Písečné (Chvaletín • Marketa • Modletice • Nové Sady • Písečné • Slavětín • Václavov) •
Pístina •
Plavsko •
Pleše •
Pluhův Žďár (Červená Lhota • Jižná • Klenov • Mostečný • Plasná • Pluhův Žďár • Pohoří • Samosoly) •
Polště •
Ponědraž •
Ponědrážka •
Popelín (Horní Olešná) •
Příbraz •
Rapšach (Nová Ves u Klikova) •
Ratiboř •
Rodvínov (Jindřiš) •
Roseč •
Rosička •
Slavonice (Kadolec • Maříž • Mutišov • Rubašov • Slavonice • Stálkov • Vlastkovec) •
Smržov •
Staňkov •
Staré Hobzí (Janov • Nové Dvory • Nové Hobzí • Staré Hobzí • Vnorovice) •
Staré Město pod Landštejnem (Dobrotín • Landštejn • Návary • Podlesí • Pomezí • Staré Město pod Landštejnem • Veclov • Vitíněves) •
Stráž nad Nežárkou (Dolní Lhota • Dvorce) •
Strmilov (Česká Olešná • Leština • Malý Jeníkov • Palupín) •
Stříbřec (Libořezy • Mníšek) •
Střížovice (Budkov • Vlčice) •
Studená (Domašín • Horní Bolíkov • Horní Pole • Maršov • Olšany • Skrýchov • Sumrakov • Světlá • Velký Jeníkov) •
Suchdol nad Lužnicí (Bor • Františkov • Hrdlořezy • Klikov • Tušť) •
Světce •
Třebětice •
Třeboň (Branná • Břilice • Holičky • Nová Hlína • Přeseka • Stará Hlína • Třeboň I • Třeboň II) •
Újezdec •
Velký Ratmírov •
Vícemil •
Višňová •
Vlčetínec •
Volfířov (Brandlín • Lipová • Poldovka • Radlice • Řečice • Šach • Velká Lhota • Volfířov) •
Vydří •
Záblatí •
Záhoří •
Zahrádky (Horní Dvorce) •
Žďár (Malá Rosička) •
Županovice

## Řeky
- Lipnice
- Lužnice
- Nežárka
- Vápovka
- Moravská Dyje
- Želetavka